# Henning von Tresckow
Henning Hermann Robert Karl von Tresckow, född 10 januari 1901 i Magdeburg, död 21 juli 1944 i Królowy Most i närheten av Białystok, var en tysk generalmajor. Han var en inflytelserik person inom det militära motståndet mot Adolf Hitler.

## Biografi
von Tresckow föddes i en adelsfamilj med militära traditioner. Han stödde till en början Hitler och NSDAP, då han trodde att denne kunde befria Tyskland från Versaillesfördragets bojor. von Tresckow blev dock snart desillusionerad och kom att ingå i motståndsrörelsen. I början av andra världskriget stred han i Polen 1939 och Frankrike 1940 och sedan var han assistent åt generalfältmarskalk Fedor von Bock vid ryska fronten 1941. von Tresckow insåg att det ryska fälttåget var dömt att misslyckas och deltog tillsammans med Fabian von Schlabrendorff i ett attentat mot Hitler i mars 1943.
von Tresckow tillhörde de sammansvurna vid 20 juli-attentatet mot Hitler; enligt von Tresckow utgjorde mordförsöket en moralisk plikt. När han fick kännedom om att attentatet hade misslyckats, vandrade han ut i ett skogsområde vid östfronten och begick självmord med en handgranat. von Schlabrendorff nedtecknade von Tresckows sista ord: 
| ” | Nu kommer hela världen att kasta sig över oss och okväda oss. Men nu som förut hyser jag den klippfasta övertygelsen, att vi har handlat rätt. Jag betraktar Hitler som inte bara Tysklands utan hela världens ärkefiende. När jag om några timmar står inför Guds domstol för att avlägga räkenskap för vad jag har uträttat och vad jag har underlåtit, så tror jag mig med gott samvete kunna försvara mina handlingar i kampen mot Hitler. Om Gud en gång kunde lova Abraham att han skulle skona Sodom, om det bara fanns så många som tio rättfärdiga i staden, så hoppas jag, att Gud också skall skona Tyskland för vår skull. Ingen av oss har rätt att beklaga sig över sin död. Den som har slutit sig till oss har i och med detta tagit på sig Nessusskjortan. En människa vinner sitt moraliska värde först när hon är beredd att ge sitt liv för sin övertygelse. | „ |

## Befordringshistorik
- Major: 1 mars 1939
- Överste: 1 april 1942
- Generalmajor: 1 juni 1944

## Utmärkelser
- Järnkorset av andra klassen
- Ärekorset
- Wehrmachts tjänsteutmärkelse av fjärde och tredje klassen
- Tilläggsspänne till Järnkorset av andra klassen
- Järnkorset av första klassen
- Tyska korset i guld: 2 januari 1943

## Populärkultur
I filmen Valkyria från 2008 porträtteras Henning von Tresckow av Kenneth Branagh.